# العوامل الخارجية

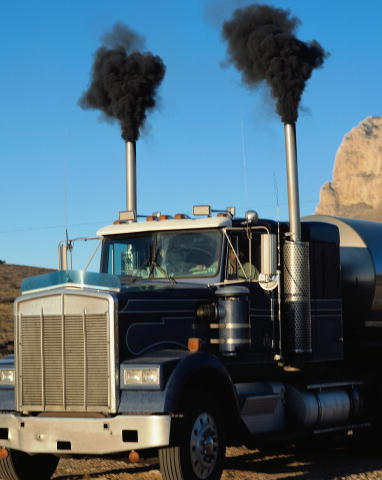
تلوث الهواء من السيارات هو مثال على التأثيرات السلبية الخارجية. فإن تكاليف تلوث الهواء لبقية المجتمع هو عدم تعويض من قبل المنتجين أو المستخدمين من آلية النقل.

في علم الإقتصاد، المؤثرات الخارجية هي التكلفة أوالفائدة التي يتأثر بها طرف لم يختر أن يكبد تلك التكلفة أو أن يستفيد من تلك الفائدة. تحدث المؤثرات الخارجية عادة عندما لا يعكس سعر التوازن لسلعة أو خدمة التكلفة أو الفائدة الحقيقية لتلك السلعة، فيسبب ذلك أن يكون التوازن التنافسي للمؤثرات الخارجية غير كفء وفقا لقانون باريتو.
تكون المؤثرات الخارجية إيجابية أو سلبية. تتخذ الحكومات والمؤسسات إجراءات لاستيعاب المؤثرات الخارجية، وبالتالي يمكن أن تتضمن معاملات سعر السوق جميع المزايا والتكاليف المرتبطة بالمعاملات بين الوكلاء الاقتصاديين. أشهر الطرق لفعل ذلك هو فرض الضرائب على منتجي هذه المؤثرات الخارجية. يتم هذا عادة على طريقة الاقتباس حيث لا توجد ضريبة مفروضة، وبعد أن يصل المؤثر إلى نقطة معينة، يتم فرض ضريبة عالية جدًا. برغم ذلك، ولعدم دراية المنظمين دائما بكل المعلومات الخاصة بالمؤثرات الخارجية، يصبح من الصعب فرض الضريبة المناسبة. بمجرد استيعاب المؤثرات الخارجية بفرض الضريبة يصبح سعر التوازن في أفضل معدلاته وفقاً لقانون بريتو.
على سبيل المثال، تفرض نشاطات المصانع المتسببة في تلوث الهواء نفقات الصحة والتنظيف على المجتمع ككل، بينما يستفيد جيران الأشخاص الذين قاموا بحماية منازلهم من النار من انخفاض مخاطر انتشار النار إلى منازلهم الخاصة.  في حالة تكاليف خارجية، كالتلوث، قد يختار المنتج أن ينتج بكمية أكبر مما قد ينتجه إذا فرض عليه دفع التكاليف البيئية. لأن المسؤولية أو تبعات الفعل الذي يقوم به تقع خارجيا بشكل جزئي. فيشترك عنصر الإسقاط الخارجي. وفي حالة الفوائد الخارجية، كالسلامة العامة فإن أفعال المنتج الجيدة تكون أقل مما لو كانت عليه إذا كان سيُدفع له لقاء انتفاع الآخرين بالفائدة. لغرض هذه الدراسة، تعرَف التكلفة والفوائد الإجمالية للمجتمع على أنها مجموع القيمة النقدية للمنافع والتكاليف لجميع الأطراف المعنية.

## تاريخ المفهوم
يرجع الفضل في بدء دراسة المؤثرات الخارجية أو «الآثار الجانبية» رسميا إلى اثنين من علماء الاقتصاد البريطانيين؛ فينسب وضع المصطلح إلى هنري سيدجفيك (1838-1900) بينما ينسب ل آرثر سي. بيغو (1877-1959) إضفاء الطابع الرسمي على مفهوم المؤثرات الخارجية.

## تعريفات
يُحدد المؤثر الخارجي السلبي بأي فرق بين تكلفة فعل أو قرار على الطرف الاقتصادي وتكلفته الاجتماعية. بعبارات بسيطة، المؤثر الخارجي السلبي هو أي شئ يتسبب في تكلفة غير مباشرة على الأفراد. على سبيل المثال الغازات السامة التي تنبعث من الصناعات أو المناجم. تسبب هذه الغازات ضررا لللأفراد في المناطق المحيطة ويجب أن تُتحمل تكلفة (تكلفة غير مباشرة) التخلص من هذا الضرر. وعلى العكس، يكون المؤثر الخارجي الإيجابي أي فرق بين النفع العائد خصيصا على الفاعل الاقتصادي من فعل أو قرار والنفع المجتمعي. المؤثر الخارجي الإيجابي هو أي شئ قد يحقق نفعا غير مباشر للأفراد. على سبيل المثال، تظهر زراعة الأشجار ممتلكات الفرد بشكل ألطف كما أنها تنظف المناطق المحيطة.

## الآثار

### التكاليف والمنافع الخارجية
التبادل الطوعي بحكم تعريفه هو المنفعة المتبادلة لكلا الطرفين التجاريين المشاركين لأن الطرفين لن يتفقا على القيام به إذا اعتقدا أنه يضر بمصالحهما. ومع ذلك، يمكن أن تتسبب المعاملة في آثار على أطراف ثالثة دون علمها أو موافقتها. من جهة المتأثرين، قد تكون هذه الآثار سلبية (تلوث من مصنع قريب)، أو إيجابية (تلقيح المحاصيل المجاورة بواسطة نحل العسل المستخدم في إنتاج العسل).
تؤكد اقتصاديات الرفاهية الكلاسيكية الحديثة أنه في ظل الظروف المعقولة، لن يؤدي وجود المؤثرات الخارجية إلى نتائج مثالية اجتماعيًا. فأولئك الذين يعانون من التكاليف الخارجية يتأثرون بشكل لاإرادي، في حين أن أولئك الذين يتمتعون بالمزايا الخارجية يحصلون على ذلك دون أي تكلفة.
قد يقلل التبادل الطوعي من الرفاهية المجتمعية في ظل وجود تكاليف خارجية. الشخص الذي يتأثر بالمؤثرات الخارجية السلبية مثلا في حالة تلوث الهواء سيرى أنه يتحصل على منفعة أقل: إما التعاسة الشخصية أو تكاليف محتملة صريحة، مثل النفقات الطبية المرتفعة. قد يُنظر إلى المؤثرات الخارجية كتعدي على رئتيه، أو انتهاك حقوق ملكيته الخاصة. وبالتالي، قد تشكل التكلفة الخارجية مشكلة أخلاقية أو سياسية. المؤثرات الخارجية السلبية غيركفؤة تبعا لمبدأ باريتو، وبما أن مبدأ الكفاءة لباريتو يدعم مبررات الملكية الخاصة، فإنه يقوض الفكرة الكاملة لاقتصاد السوق. لهذه الأسباب، تعتبر المؤثرات الخارجية السلبية أكثر إشكالية من المؤثرات الخارجية الإيجابية.
بالرغم من كون المؤثرات الخارجية الإيجابية كفؤة تبعا لقانون باريتو، فإنها لا تزال تمثل إخفاقات للسوق تقوض الكفاءة التخصصية لأنه إنتاج لقدر أقل من الأشياء الجيدة مما سيكون مثاليا للمجتمع ككل في نموذج نظري بدون حكومة. إذا تم استيعاب تلك المؤثرات الخارجية، فسيتم تحفيز المنتج لإنتاج المزيد. تشمل السلع ذات المؤثرات الخارجية الإيجابية التعليم (يعتقد أنه يزيد من الإنتاجية المجتمعية والرفاه، برغم أن بعض الفوائد يتم معادلتها في شكل الأجور الأعلى)، ومبادرات الصحة العامة (التي قد تقلل من المخاطر الصحية وتكاليف الأطراف الخارجية لأشياء مثل الأمراض المعدية) وإنفاذ القانون.
غالبًا ما تقارن المؤثرات الخارجية الإيجابية بمشكلة الراكب المجاني. على سبيل المثال، الأفراد الذي يتم تلقيحهم يقللون من خطر الإصابة بالمرض الملقَح ضده لكل الآخرين من حولهم، وبنشر التطعيم بنسب عالية، قد يحصل المجتمع على فوائد صحية ورفاهية كبيرة (مناعة القطيع)؛ ولكن يمكن لأي فرد أن يرفض التطعيم مع الاستمرار في تجنب المرض عن طريق «الركوب المجاني» على التكاليف التي يتحملها الآخرون.
هناك عدد من الوسائل النظرية لتحسين المنفعة الاجتماعية الشاملة في ظل وجود المؤثرات الخارجية السلبية. يتمثل النهج القائم على فكرة السوق لتصحيح المؤثرات الخارجية في «استيعاب» تكاليف وفوائد الطرف الثالث، على سبيل المثال، من خلال مطالبة الملوث بإصلاح أي ضرر ناتج. ولكن في كثير من الحالات، لا يكون تطبيق التكاليف أو الفوائد الداخلية أمرًا ممكنًا، خاصةً إذا تعذر تحديد القيم النقدية الحقيقية.
يشير خبراء الاقتصاد في Laissez-faire مثل فريدريك حايك وملتون فريدمان في بعض الأحيان إلى المؤثرات الخارجية باسم «تأثيرات الحي» أو «الآثار غير المباشرة»، على الرغم من أن العوامل الخارجية ليست بالضرورة بسيطة أو محلية. وبالمثل، يفسر لودفيج فون ميزس نشوء المؤثرات الخارجية بعدم وجود «تعريف واضح للممتلكات الشخصية».

## النقد
ينقد الاقتصاد البيئي مفهوم المؤثرات الخارجية لأنه لا يوجد ما يكفي من تفكير نظامي وإدماج للعلوم المختلفة في المفهوم. نشأ علم اقتصاديات البيئة على الرأي القائل بأن الاقتصاد الكلاسيكي الجديد (NCE) يفترض أن التكاليف والمنافع «المؤثرات الخارجية» البيئية والمجتمعية التي تلغي بعضها بعضًا ليست مضمونة. على سبيل المثال، توضح جوان مارتينيز أليير، أنه يتم استبعاد غالبية المستهلكين تلقائيًا من التأثير على تسعير السلع، لأن المستهلكين لها سيكونون أجيالا مستقبلية لم تولد بعد. وقد انتقد فريد بيرس الافتراضات الكامنة وراء التخفيض المستقبلي، والتي تفترض أن السلع المستقبلية ستكون أرخص من الحالية.

## وصلات خارجية
- معاود خارجي – الاتحاد الأوروبي المشروع إلى تقييم التكاليف الخارجية
- Econ 120 – العوامل الخارجية